# Magos Herrera
Magos Herrera (24 de octubre de 1970) es una cantante, productora y compositora de jazz, y educadora mexicana. Canta en inglés, español y portugués, y ha colaborado con Javier Limón, el saxofonista Tim Ries, Aaron Goldberg, Pedro Aznar, Ed Simon Trio, John Patitucci, Lionel Loueke, Luis Perdomo, Adam Rogers, Tim Hagans, Alex Kautz, la compositora Paola Prestini, el anteriormente chelista de Kronos Quartet Jeff Zeigler, entre muchos otros.
Herrera fue nominada en 2006 y 2009 para el Premio Lunas del Auditorio, otorgado por el Auditorio Nacional de la Ciudad de Mexico, a la mejor presentación en vivo en la categoría de Mejor Concierto de Jazz del Año. En 2009 su álbum Distancia fue nominado a los Grammys internacionales como mejor álbum de Jazz Vocal. y en 2015 recibió el premio Berklee Latin Masters Award. Herrera es vocera de ONU Mujeres para la campaña “UNETE” para eliminar la violencia contra las mujeres y “He For She” para promover la igualdad de género.
En 2011 fue reconocida junto con Michelle Obama como una de las mujeres más importantes del año por la revista Siempre Mujer.
Actualmente vive en Brooklyn, New York con su esposo el baterista de jazz brasileño Alexandre Kautz.

## Temprana edad
Nacida en la Ciudad de México el 24 de octubre de 1970, Herrera se graduó del Musicians Institute en Los Ángeles en 1992. Posteriormente estudió con el profesor de Opera ruso, Konstantin Jadan, para luego mudarse a Boston y continuar su educación en Improvisación Contemporánea.

## Carrera musical
Mientras vivía en la Ciudad de México, Magos lanzó cinco producciones discográficas: Orquídeas Susurrantes (2000), País Maravilla (2002), Todo Puede Inspirar (2004), y Soliluna (2006), este último grabado con la cantante mexicana Iraida Noriega. también formó parte de la serie de álbumes compilatorios Mexican Divas (2001 y 2003).
En 2008, Herrera se mudó a Nueva York. participó en el New York Winter Jazz Festival y a partir de entonces es parte de la escena local. Desde entonces, ella ha grabado y participado en múltiples proyectos, incluyendo el álbum Stones World: The Rolling Stones Project II (2008) con el saxofonista Tim Ries, Traveling songs de la compositora contemporánea Paola Prestini entre otros. Herrera colaboró con Jeff Zeigler, anteriormente chelista de Kronos Quartet, en Lens Vivant, creado y dirigido por la artista visual mexicana Erika Harrsch,[cita requerida] y más tarde, colaboró de nueva cuenta con Harrsch, en el proyecto de multimedia llamado Dream Act (Under the same sky...we dream).
Herrera lanzó su álbum Distancia en 2009 coproducido por Tim Ries, colaborando con el pianista Aaron Goldberg y al guitarrista Lionel Loueke, el disco rápidamente alcanzó el puesto #1 en la categoría de jazz de iTunes.
En 2011, su disco Mexico Azul fue lanzado como un tributo a los Compositores del Cine de Oro  Mexicano de los años 1930 y 1940, nuevamente coproducido por Ries y grabado con John Patitucci, Luis Perdomo, Adam Rogers, Tim Hagans, Rogerio Boccato, y Alex Kautz. Un año después, su álbum compilatorio, Lo Mejor de Magos Herrera sale al mercado.
Más tarde, en el verano de 2013, Magos graba Dawn al lado del productor español, guitarrista y ganador en varias ocasiones de los premios Grammys, Javier Limón. Con colaboraciones con Fito Páez, Eugenia León, Grégoire Maret, Chabuco, entre otros, Magos y Limón graban un segundo disco y un DVD en 2016 para ONU Mujeres en apoyo a la campaña "He for She" de las Naciones Unidas, la cual promueve la igualdad de género. Herrera es portavoz de ONU Mujeres.
Herrera participó en la grabación de un tributo al poeta mexicano Octavio Paz dirigido por el compositor Felipe Pérez Santiago, y formó parte del documental "La guitarra vuela” en honor al guitarrista flamenco Paco de Lucía.
Junto con otros representantes de la comunidad artística de Nueva York, y bajo la dirección artística de Paola Prestini, Herrera es curadora en el National Sawdust, uno de los escenarios artísticos más destacados de Brooklyn.
Como artista, Herrera se ha presentado en importantes escenarios alrededor del mundo, tales como el Lincoln Center en Nueva York, UN Headquarters, Kennedy Center en Washington, Millennium Park en Chicago, SFJazz en San Francisco, Palacio de Bellas Artes y Teatro de la Ciudad en México, Sala Galileo Galilei en Madrid, New York Winter Jazz Festival, Hong Kong University y Duc des Lombards en París. Ha participado en Festivales como el Thailand International Jazz Conference at Mahidol University, el Festival Internacional de Jazz de Montreal, el Festival de Jazz de Montreux en Suiza, Festival de Jazz de Barcelona, y más en Estados Unidos, Canadá, México, Colombia, Brasil, España, Holanda, Suiza, Inglaterra, India, China, Japón, Malasia y Singapur.

## Docencia
Herrera también se ha desempeñado como educadora desde 2000, ha sido profesora invitada en Berklee College en Boston, Berklee Latino en Bogotá, Colombia, Central College en Pella, Iowa, Miami Dade College, Kuala Lumpur Music Academy,  JazzUV y Escuela Superior de Música en México, y ha llevado a cabo residencias académicas en Swarnabhoomi Academy of Music en Tamil Nadu, India, y Langnau Jazz Camp en Suizo en 2016.

## Nominaciones y premios
- En 2015, Herrera recibió el Premio Berklee Latin Masters Award en reconocimiento por su contribución en el desarrollo y exposición de Latinoamérica y su música original en el contexto contemporáneo alrededor del mundo.[36]
- En 2009, fue nominada al Premio Grammy Internacional como el Mejor Álbum de Jazz Vocal con su disco Distancia.[8]
- En 2006 y 2009, fue nominada como Mejor Presentación de Jazz por el Premio Lunas del Auditorio Nacional en la Ciudad de México.
- Desde 2010 y hasta 2013, formó parte del programa Creadores Escénicos con Trayectoria del Fondo Nacional para la Cultura y las Artes (FONCA).[10]
- En 2011, fue reconocida, junto Michelle Obama como una de las mujeres más importantes del año por la revista Siempre Mujer.[10]

## Programas de televisión y radio
Herrera ha producido y sido presentadora de dos programas musicales de televisión para el canal de arte y cultura de México, Canal 22, llamados "Acústico y Jazz desde El Bajo Centro," con invitados como Ute Lemper, Jerry González, Diego el Cigala, entre otros.
Herrera produce y presenta un programa de radio semanal desde Nueva York, titulado "La Vuelta a La Manzana" para Horizonte Jazz 107.9 FM del IMER (Instituto Mexicano de la Radio). En dicho programa han aparecido Miguel Zenon, Antonio Sánchez, Peter Eldrige, entre otros.

## Teatro
En 2005, Herrera formó parte de "Modelo para armar", una obra de Pablo Mandoki que fue presentada en el Teatro Universitario de la UNAM en la Ciudad de México, Teatro Juan Ruiz de Alarcón.

## Discography

### Studio albums
| Year | Album                    | Label             |
| ---- | ------------------------ | ----------------- |
| 2000 | Orquideas Susurrantes    | Opción Sonica     |
| 2002 | Pais Maravilla           | Suave Records     |
| 2005 | Todo Puede Inspirar      | EMI               |
| 2006 | Soliluna                 | JM Distribuidores |
| 2009 | Distancia                | Sunnyside         |
| 2011 | Mexico Azul              | Sony              |
| 2014 | Magos & Limón:Dawn       | OKeh              |
| 2015 | Magos & Limón:He For She | Sony              |

### Compilation albums
| Year | Album                     | Country | Label             |
| ---- | ------------------------- | ------- | ----------------- |
| 2002 | Mexican Divas II          | Mexico  | Opción Sonica     |
| 2003 | Mexican Divas III         | Mexico  | Opción Sónica     |
| 2004 | Magos Herrera             | Japan   | Mecca Records     |
| 2007 | Minha Historia            | Brazil  | Casser Brasil     |
| 2012 | Lo Mejor de Magos Herrera | Mexico  | JM Distribuidores |

### Recording collaborations
| Collaborator | Year                  | Album                         | Label             |
| ------------ | --------------------- | ----------------------------- | ----------------- |
| 2007         | Iraida Noriega        | Viaje de Mar                  | JM Distribuidores |
| 2008         | Tim Ries              | The Rolling Stones Project II | Sunnyside         |
| 2008         | Paola Prestini        | Traveling Songs               | VIA               |
| 2008         | Beat Kaestli          | Far from home                 | Independent       |
| 2013         | Arturo Estable        | Crosshatching                 | Origen Records    |
| 2013         | Luis Muñoz            | Luz                           | Pelin Music       |
| 2013         | Eugenia León          | Ciudadana Del Mundo 2         | Universal Music   |
| 2015         | Luis Muñoz            | Voz                           | Pellin Music      |
| 2016         | Felipe Pérez Santiago | Homenaje a Octiavio Paz       | Independent       |
| 2016         | Trio Afora Afora      | Trio Afora Afora              | Independent       |